# Miguelito (série de televisão)
Miguelito é uma série de televisão infantil brasileira exibida na RedeTV! de 17 a 22 de julho de 2000. A série, que é considerada uma mídia perdida, ficou conhecida por sua semelhança com a trama de "El Chavo del Ocho". Por conta das críticas e da baixa audiência, apenas 5 dos 22 episódios foram ao ar. A direção foi de Milton Neves e o roteiro de Marcus Cardelíquio e Ecila Pedroso. 

## Premissa
A história gira em torno de Miguelito (Eduardo Estrela), um jovem que morava numa caixa em uma vila, onde interagia com seus amigos Bolão (David Fantazzini), Lilica (Ana Andreatta), Marquinho (Davi Taui) e também com os outros moradores da vila como: Dona Tita, professora Dona Leopoldina, seu Flodoaldo e Dona Carola.

## Elenco
| Ator/Atriz       | Personagem             |
| ---------------- | ---------------------- |
| Eduardo Estrela  | Miguelito              |
| David Fantazzini | Bolão                  |
| Ana Andreatta    | Lilica                 |
| Davi Taui        | Marquinho              |
| Lara Córdula     | Dona Tita              |
| Luiz Baccelli    | Seu Flodoaldo          |
| Luah Galvão      | Dona Leopoldina (Dina) |
| Luah Galvão      | Dona Carola            |
| Hélio Cícero     | Seu Picoco             |
| Hélio Cícero     | Seu Otávio             |

### Personagens
- Miguelito - Se trata de um garoto pobre e órfão que vive se escondendo dentro de uma grande caixa de madeira (fazendo referência ao personagem Chaves do Oito que vive se escondendo dentro de um barril que fica num canto do pátio principal da vila onde vive) que todos acreditam ser sua moradia. Muito atrapalhado e sempre faminto, Miguelito vive colocando seus vizinhos e amigos nas maiores confusões em seu cotidiano, sempre levando broncas dos adultos e agindo como alguém incompreendido, de quem os demais sempre tem piedade e tentam ajudá-lo da melhor forma possível. Carrega sempre consigo uma sacola cuja alça é presa em um de seus ombros, semelhante ao suspensório que Chaves costuma usar.
- Bolão - Um garoto obeso e muito comilão (às vezes, até mais que o próprio Miguelito, visto que costuma disputar com este algumas comidas que os dois pretendem comer) que vive tendo problemas ligados a obesidade (como a falta de energia e agilidade para algumas brincadeiras que exigem maior flexibilidade) e é um tanto quanto sensível também por conta disso, além de usar óculos e ser de certa forma o inteligente da turma, sendo invejado por seus amigos (também por ser certamente o menino mais rico da vila) além de ser alvo de piadas ligadas a sua condição física, ainda assim, é um constante companheiro de seus amigos nas brincadeiras.
- Lilica - Vive acompanhada de uma boneca e adora dar ordens nos outros, além de se aproveitar do fato de ser a única garota da turma para se sentir certamente superior aos meninos, com quem adora aprontar e contar vantagem. Por achar-se mais esperta que eles (e muitas vezes se mostrar mais esperta de fato), costuma bancar a líder de muitas brincadeiras, apesar das contradições que enfrenta por parte dos amigos. Ainda assim, ela tem bom coração e sempre busca ajudar seus amigos, inclusive safar-se das encrencas que ela mesma apronta, visto que é sempre quem mais oferece comida para Miguelito e tenta motivar Bolão a emagrecer (mesmo que, na maioria das vezes, não da melhor forma).
- Marquinho - Ele é considerado o típico menino riquinho mimado, que possui os melhores brinquedos (na qual ele costuma ostentar, para fazer inveja aos amigos, principalmente a Miguelito) e é tratado de certa forma como elitizado, educado por sua mãe para não se misturar com certas pessoas e fazendo uso de suas posses para se sentir superior aos amigos (apesar de ter condição financeira inferior a de Bolão, que ainda assim é mais humilde). Costuma entrar em atrito com Lilica, já que costuma não aceitar a liderança dela nas brincadeiras e outros planos das crianças, além de querer tudo sempre do seu jeito e fazer escândalo quando não consegue o que quer, recorrendo a sua mãe, Dona Tita, por quem é sempre protegido. Por ela ser uma cozinheira de mão cheia, as demais crianças sempre querem confiscar as comidas preparadas por ela e vivem pedindo e até chantageando Marquinho, que é pressionado principalmente pelas insistências de Miguelito e Bolão quanto a isso, ainda assim, é companhia constante de seus amigos nas brincadeiras. Ele é bastante ciumento quanto ao romance de sua mãe com Seu Picoco, apesar da relação entre o garoto e o dono da venda ser certamente boa.
- Dona Tita - Ela é igualmente soberba e convencida, se auto proclamando uma dama da alta sociedade e usando de tal artifício a fim de diminuir seus vizinhos, os quais costuma chamar de "povinho", ainda que seja uma dona de casa que reside na vila e mesmo tendo condição certamente superior à dos demais, também passa por apertos para sustentar a si mesma e a seu filho Marquinho, a quem vive mimando e protegendo, apesar de vez ou outra puni-lo por ser malcriado. Certamente agressiva e escandalosa, ela não poupa esforços para entrar em uma briga com seus vizinhos, principalmente com Seu Flodoaldo, a quem ela julga o modo de ser e até chega a agredi-lo fisicamente a fim de defender o que julga ser certo. Apaixonada por Seu Picoco, o dono da venda da vila, Dona Tita está sempre querendo conquistá-lo com bolos e outras receitas.
- Seu Flodoaldo - É um homem de meia-idade bastante largado, acomodado, preguiçoso e "malandro", sendo esta última característica herdada por sua filha Lilica. Sempre inventa um pretexto para não trabalhar e tenta arranjar uma forma fácil de ganhar dinheiro, sendo assim taxado de "vagabundo" por Dona Tita, com quem constantemente entra em atrito, também devido a este implicar com seu filho Marquinho, quando na verdade, ele é alvo constante das brincadeiras das crianças e mesmo sendo bem impaciente com Miguelito, ainda costuma acolhê-lo da melhor forma. Vive com sua filha Lilica e sua mãe, Dona Carola, e mesmo tentando proteger a mesma, vez ou outra ele tenta se aproveitar da aposentadoria dela.
- Professora Dina - Uma atraente professora que dá aula para Miguelito e seus amigos na escola do bairro. Muito inteligente e compreensiva, sempre tenta motivar o melhor de seus alunos para que possam aprender da forma mais didática, ainda assim, às vezes, perde a paciência com as asneiras ditas pelas crianças. É sempre quem tenta resolver os conflitos entre os moradores da vila, sendo o alvo do interesse amoroso de Seu Flodoaldo, que mesmo com seu jeito largado, sempre tenta conquistá-la de uma forma ou de outra (e às vezes até parece ser correspondido).
- Dona Carola - Se trata da mãe idosa e aposentada de Seu Flodoaldo e consequentemente, avó de Lilica, que mora com eles. Meio surda e sem muita noção da realidade, está constantemente de bom humor e trata de forma leviana até mesmo as brincadeiras de sua neta Lilica (de quem é certamente próxima), que de vez enquando a colocam numa fria. Por vezes, testa a paciência de seu filho devido a sua falta de compreensão das coisas, ainda assim, sempre teima em corrigi-lo quando este comete algum erro.
- Seu Picoco - Além de remeter ao dono da venda da esquina (que é sempre mencionado em El Chavo del Ocho, mas nunca apareceu de fato), é o dono da venda da vila, que costuma presentear as crianças quando lhe fazem favores, visto que é um homem bem calmo, compreensivo e acolhedor, além de sempre ter uma história pra contar. É apaixonado por Dona Tita, a quem vai sempre visitar, sendo presenteado por esta com bolos e salgados, além de ser a única pessoa com quem esta não costuma perder a paciência, sendo ela tolerante até mesmo com as trapalhadas e manias dele.
- Seu Otávio - É o dono da vila, que surge para cobrar os aluguéis dos inquilinos, sempre alegando que eles lhe atrasam o pagamento. Vive planejando de alguma forma despejar os moradores da vila a fim de ter outros inquilinos que segundo ele, paguem pontualmente o aluguel, além de ter planos de demolir a vila para construir um luxuoso condomínio em seu lugar, mas como é muito atrapalhado e acaba sendo enrolado pelas crianças, não consegue alcançar tal objetivo. É de certa forma considerado um "vilão" pelas crianças.

## Produção
Miguelito é uma coprodução entre a Gugu Produções Merchandising (GPM) e a Câmera 5. As gravações ocorreram em um galpão de 300 m² na região do Cambuci, na cidade de São Paulo, com o cenário criado por Marcelo Alencar e inspirado em casas dos bairros do Brás, Mooca e Bixiga. O cenário fictício se chamava "Vila Generosa".
Segundo publicado pela revista Veja em 26 de janeiro de 2000, "o projeto é ambicioso. Gugu Liberato e Beto Carrero (sócios da Gugu Produções Merchandising) pretendem receber convidados internacionais no programa, com o intuito de exportá-lo para países da América Latina, justamente no vácuo do Chaves, que não é mais produzido". Gugu e seus sócios investiram R$ 800 mil na atração.

## Lançamento
Inicialmente, o programa estava previsto para estrear em 31 de janeiro pela Record. Dias antes, o lançamento foi cancelado e repassado para o mês de março. A atração, porém, já estava praticamente descartada pela emissora, devido aos elevados gastos. Como já haviam sido gravados 22 episódios, a produção acabou repassando o programa, a custo zero, à então recém-inaugurada RedeTV!. Rogério Gallo, superintende artístico e de programação da RedeTV! na época, deu a seguinte declaração: "Assumo que apresentar Miguelito é uma experiência. É um programa que não me agrada, clonado do Chaves. Mas vamos exibir seus 22 capítulos e ver no que dá".
A estreia ocorreu em 17 de julho, substituindo Galera na TV, da ex-paquita Andréa Sorvetão. Apesar de terem sido gravados 22 episódios, apenas 5 foram ao ar. Segundo o Jornal da Tarde de 30 de julho de 2000, Miguelito ficou apenas cinco dias no ar e registrou um IBOPE máximo de um ponto. Gugu Liberato alegadamente não gostou das críticas de Rogério Gallo ao programa e exigiu que a RedeTV! tirasse o seriado do ar. Oficialmente, Gugu disse que a emissora não vinha cumprindo o contrato, que previa duas exibições por dia.
Após ser retirado do ar precocemente, o programa ficou conhecido na Internet como uma mídia perdida, uma vez que, até 2023, pouco se sabia sobre os episódios lançados da série, já que não havia nenhum registro deles, apenas uma curta chamada de estreia do programa no YouTube. Após 23 anos, o neto do ator Luiz Baccelli (intérprete de Seu Flodoaldo), depois de encontrar duas fitas com uma gravação caseira da série, postou o acervo em seu canal no YouTube, com todos os cinco episódios que foram transmitidos na RedeTV! e um curta do programa (que supostamente seria um episódio piloto).